# 1959 v dopravě
Tento článek obsahuje seznam událostí souvisejících s dopravou, které proběhly roku 1959.

## Leden
- 1. ledna

 Byl zahájen provoz trolejbusů v Portu.

## Březen
- 16. března

 Lokomotivka ČKD předala poslední parní lokomotivu vyrobenou v Československu.

## Duben
- 3. dubna

 Byla zahájena stavba normálněrozchodné vysokorychlostní trati Tokaido Šinkansen v úseku Ósaka – Tokio.
- 8. dubna

 Bylo rozhodnuto o elektrizaci trati Plzeň – Horažďovice předměstí soustavou 25 kV 50 Hz AC.

## Červen
- 15. června

 V zábavním parku Disneyland v kalifornském Anaheimu byl dán do provozu monorail dodaný firmou ALWEG. Jedná se o první monorail, který byl v denním provozu na západní polokouli.

## Říjen
- 7. října

 Byl zahájen provoz na vnitroměstských trolejbusových linkách v Simferopolu.
- 17. října

 V podniku SMZ Dubnica dokončují svou první lokomotivu (jednalo se elektrickou lokomotivu typ 14 E pro Severočeské hnědouhelné doly).

## Listopad
- 6. listopadu

 Byl zahájen trolejbusový provoz na meziměstské lince Simferopol – Alušta.

## Neurčené datum
- V průběhu roku byly pod elektrickou trakci převedeny železniční úseky mezi stanicemi Olomouc hlavní nádraží a Třebovice v Čechách na hlavním tahu Praha – Česká Třebová – Olomouc – Přerov.